# Ропот
Ропот је река, у подножју Суве Планине, у котлини Заплање, која извире у општина Гаџин Хан и протиче кроз општину Власотинце. Настаје спајањем више потока између насеља Штрбовац и Велики Крчимир у подножју планине Преслап . Река понекад лети пресуши. 
Река протиче кроз насеље Горњи Присјан и  Доњи Присјан. Заједно са Комаричком реком чине  Пусту реку у Доњем Присјану. Пуста река се се низводно улива у Власину која је десна притока Јужна Морава а припада Црноморском сливу.  
Од настајања до уливања у Пусту реку  дужина Ропота износи  6600 метара. Веће притоке су Дубравска река и Река. 